# Ugo Nespolo
Ugo Nespolo, né le 29 août 1941 à Mosso Santa Maria, Verceil, est un peintre italien et sculpteur, particulièrement connu pour ses films expérimentaux, ses  œuvres d'arts appliqués et ses collaborations artistiques dans la publicité, le théâtre et la littérature.

## Biographie et œuvres
Ugo Nespolo est né le 29 août 1941 à Mosso Santa Maria, Verceil.
Il est diplômé de l'Accademia Albertina di Belle Arti de Turin avec Enrico Paulucci, et a obtenu une licence de lettres Modernes à l'Université de Turin, avec une thèse sur la Sémiologie.
Sa carrière d'artiste a commencé dans les années 1960 et son travail a été influencé par le Pop Art, qui est devenu populaire dans l'Italie de ces années, l'art conceptuel, l'Arte Povera et le Fluxus. Il a découvert et apprécié ces mouvements au cours de ses voyages fréquents aux États-Unis. Après le premier voyage en 1967, il a régulièrement visité les États-Unis, où il a passé de longues périodes, surtout durant les années 1980,. Depuis lors, l'ironie et la transgression font partie de son art et caractérise l'art de Ugo Nespolo dans les années à venir. Depuis 2010, il a été membre du Comité d'Honneur de l'Immagine & Poesia, un mouvement  artistique et littéraire fondé à Turin, avec le patronage de Aeronwy Thomas (la fille de Dylan Thomas).

### Cinéma
Au milieu des années 1960 il a commencé à travailler dans l'art et le cinéma expérimental. Son premier film est Grazie mamma Kodak en 1966. Ses amis et artistes, tels que Lucio Fontana, Enrico Baj, Michelangelo Pistoletto et d'autres, apparaissent dans ses films. Le film A. G. (1968) un documentaire sur la visite à Turin de Allen Ginsberg. En 2001, il réalise Film/a/TO, interprété par Edoardo Sanguineti. Les films de Ugo Nespolo ont été exposées dans des institutions telles que Beaubourg à Paris, au Philadelphia Museum of Modern Art, au Filmoteka Polska de Varsovie et la Galleria Civica d'Arte Moderna de Ferrara. L'activité dans ce domaine a été particulièrement intense au cours des années 1970 et des années 2000 (décennie). Il a fait environ une vingtaine de films en plus de quarante ans.

### Arts appliqués

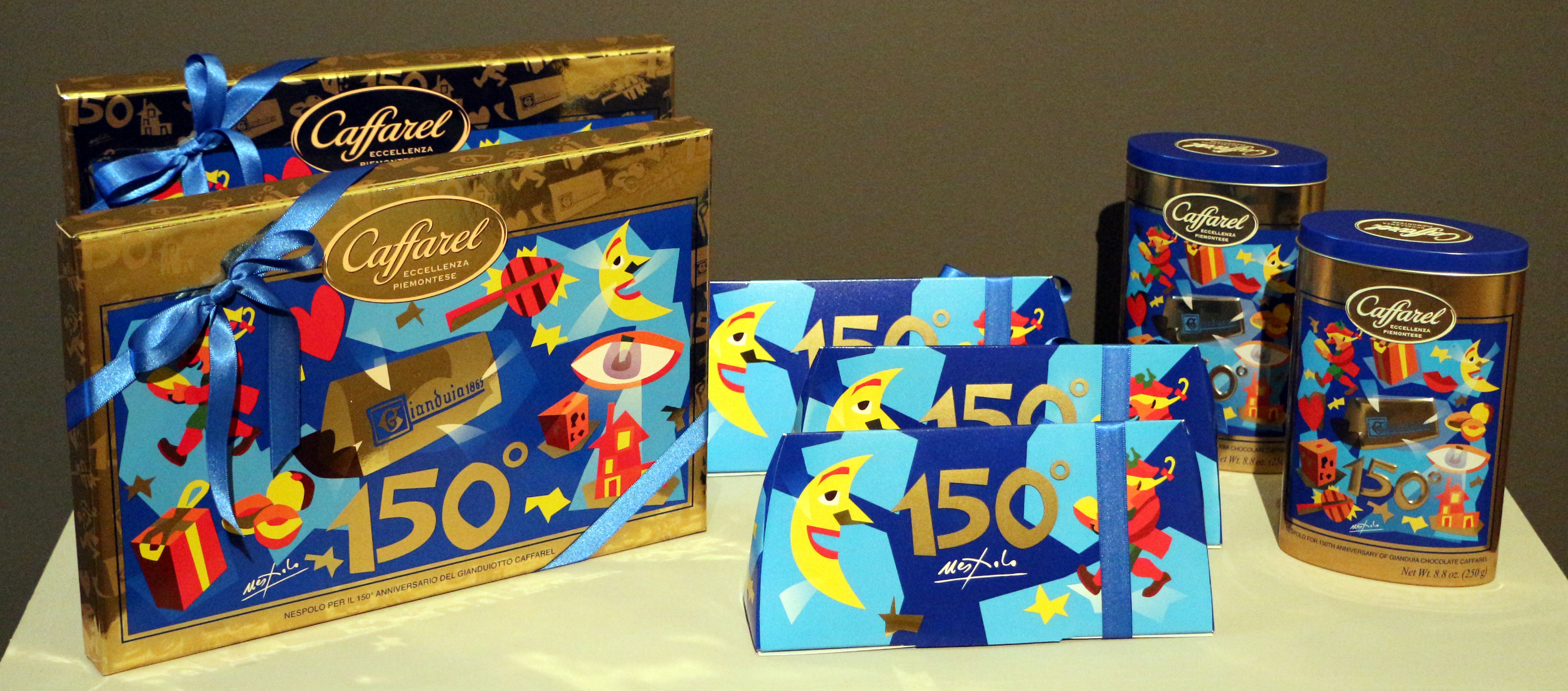
Example du packaging especial pour le 150me anniversaire du Gianduiotto

Dans les années 1980, il a réalisé des objets en céramique et en verre soufflé, créé plus d'une cinquantaine d'affiches pour des expositions et d'autres événements, et fait des campagnes de publicité - ceux pour Campari et Azzurra sont les plus célèbres - et réalisé des séquences de titre pour les spectacles à la télévision italienne RAI. En 2002, il a été nommé coordonnateur artistique au Metropolitana di Torino, avec l'objectif de réaliser le premier "musée souterrain de l'art moderne". Plusieurs stations de métro sont décorées avec son verre gravé et ses images.

### Théâtre
En 1986 Nespolo avait la possibilité de concevoir les décors de scène pour l'opéra de Ferruccio Busoni Turandot au Connecticut Grand Opera à Stamford, le premier de plusieurs œuvres pour le théâtre qu'il a effectué dans les années suivantes, telles que les décors et les costumes pour Don Chisciotte de  Paisiello au Teatro dell'Opera di Roma en 1990 et de L'elisir d'amore de Donizetti, une production de l'Opéra de Rome, l'Opéra de Paris et l'Opéra de Lausanne, Liège et Metz en 1995. En 2007, il a conçu scène et des costumes pour Madame Butterfly de Puccini au Festival Puccini 2007 à Torre del Lago.

### Palio et traditions
Ugo Nespolo est apprécié aussi pour son travail avec Palios. En 1998, il a été commis le Palio pour la Giostra della Quintana, Ascoli Piceno. En 2000, il a été récompensé pour son travail pour le Palio di Asti et en 1991 et 2009 pour le Palio de la Giostra della Quintana dans Foligno. Il a été choisi pour concevoir le Palio (Drappellone ou bannière) au Palio dell''Assunta en août 2007.

### Expositions sélectionnées
L'ensemble des œuvres de produites par Ugo Nespolo ont été présentées ou hébergées dans les grandes expositions nationales et internationales.
Une liste des expositions et des lieux :
- Ugo Nespolo, Le Palazzo Reale Arengario, Milan, 1990
- Biennale internationale de la Céramique et des Antiquités, Faenza , Centre d'Exposition, 1990
- Internationale De La Céramique Festival, Shigaraki Céramique Monde, Le Japon, 1991
- Une Amende d'Intolérance (Nespolo de peintures et céramiques), Borghi et Co. Gallery, New York, 1992
- Casa d'Arte Nespolo, le Palazzo della Permanente, Milan, 1995
- Ministère de la Culture roumain, Bucarest, 1995
- Le Stanze dell'Arte, Promotrice delle Belle Arti de Turin, 1996
- Musée National des Beaux-Arts de la Valette, à Malte, 1997
- Exposition itinérante, 1997:
  - Museo Nacional de Bellas Artes, Buenos Aires
  - Centro de Arte Contemporaneo de Cordoba, Château Carrera Cordoue
  - Museo Municipal de Arte Moderno de Mendoza, Mendoza
  - Museo Nacional de Artes Visuales, Montevideo
- Rocca Paolina/Spello Villa Fidelia, Pérouse, 1999
- Le Palazzo Reale, Naples, 2000
- Turin, berceau du cinéma italien, Centre Pompidou, Paris, 2001
- 2001 en Italie, au Japon, Fukui, Japon, 2001
- International de Sculpture à La Mandria, la Villa dei Laghi, Venaria Reale (Turin), 2002
- Exposition itinérante en Europe de l'est, 2003:
  - Galerie D'Art Moderne De Moscou
  - Saint-Pétersbourg
  - Minsk
  - Galerie D'Art Moderne De Riga, Lettonie
- Istituto Italiano di Cultura, Paris, 2003
- Festival International du Film de Locarno, en Suisse, en 2003
- Chinois du Musée National de Pékin, 2003
- Ciurlionis Musée National d'Art, Vilnius, Lituanie, 2004
- Guang Dong Musée d'Art de Canton, le Canton, en Chine, en 2004
- Moscou, Musée d'Art Moderne de Moscou, 2004
- Beaux-Arts De L'Académie Russe, Saint-Pétersbourg, 2004
- Musée Poldi Pezzoli, Milan, 2005
- Hong Kong Cultural Centre, Hong Kong, 2005
- Dentro e Fuori, Museo Nazionale del Cinema de Turin, 2005
- Museo del Cinema de Turin, 2008
- Italique, organisé avec le Chicago Museum of Contemporary Art, Palazzo Grassi, Venise, 2008
- 48e Exposition des Céramiques de Castellamonte, 2008
- Nespolo. Ritorno a casa. Un percorso antologico, Biella, en Italie, en 2009

## Filmographie
Nespolo sa filmographie comprend:
| Année | Titre                                                        | Note                                                              |
| ----- | ------------------------------------------------------------ | ----------------------------------------------------------------- |
| 1966  | Grazie mamma Kodak                                           |                                                                   |
| 1967  | Le gote dans fiamme                                          |                                                                   |
| 1967  | Neonmerzare                                                  |                                                                   |
| 1967  | La galante avventura del cavaliere dal lieto volto           |                                                                   |
| 1968  | Tucci-ucci                                                   |                                                                   |
| 1968  | A. G.                                                        |                                                                   |
| 1968  | Boettinbianchenero                                           |                                                                   |
| 1968  | Buongiorno, Michel-Ange                                      |                                                                   |
| 1973  | Concerto rituel                                              |                                                                   |
| 1975  | L'onu supermaschio                                           |                                                                   |
| 1976  | Sont une de Roms                                             |                                                                   |
| 1978  | Il faticoso tempo della sicurezza (Lo spaccone)              |                                                                   |
| 1982  | Le porte girevoli                                            |                                                                   |
| 1984  | Fontane a Torino ovvero: alla ricerca dello zampillo perduto | en tant qu'acteur, réalisateur: Luciana Ros                       |
| 1994  | Des fois                                                     |                                                                   |
| 2001  | Film de/a/À                                                  | exposé à Turin, berceau du cinéma italien, Centre Pompidou, Paris |
| 2005  | Italiana                                                     |                                                                   |
| 2005  | Ativa. L'onu ritratto                                        |                                                                   |
| 2005  | Coup d'œil. Aussi loin que l'œil peut voir                   |                                                                   |
| 2005  | Dentro e fuori. Angelo Pezzana. L'onu ritratto               |                                                                   |
| 2006  | La station de métro de Turin                                 |                                                                   |
| 2007  | Superglance                                                  |                                                                   |
| 2007  | Stefania Belmondo, “Più veloce dell'aquila”                  |                                                                   |
| 2007  | Peupler Le Palais De Venaria Reale                           | en tant qu'acteur, réalisateur: Peter Greenaway                   |
| 2007  | Superglance                                                  |                                                                   |

## Galerie
|  |